# Herbert Pietschmann
Herbert Pietschmann (* 9. August 1936 in Wien) ist ein österreichischer Physiker und war von 1971 bis 2004 ordentlicher Professor für theoretische Physik an der Universität Wien. Zu seinen Hauptarbeitsgebieten gehören die Quantenmechanik und die Physik der subatomaren Teilchen. Sein Vater war der Wiener Ichthyologe Victor Pietschmann.
Pietschmann studierte Mathematik und Physik an der Universität Wien und erwarb 1961 den Dr. phil. (sub auspiciis praesidentis). Er habilitierte sich in theoretischer Physik an den Universitäten Wien und Göteborg im Jahr 1966.
Pietschmann forschte in Genf (beim CERN), in Virginia (USA), Göteborg (Schweden) und Bonn.
Seit 1968 außerordentlicher Professor, wirkte er von 1971 bis 1. Oktober 2004 als Ordinarius am Institut für theoretische Physik der Universität Wien.
Pietschmann ist korrespondierendes Mitglied der Österreichischen Akademie der Wissenschaften
und der Wiener Internationalen Akademie für Ganzheitsmedizin, Mitglied der New York
Academy of Science und Fellow der World Innovation Foundation.
Einem größeren Publikum wurde er bekannt durch zahlreiche engagierte Vorträge, die besonders der Öffnung des naturwissenschaftlichen Denkens gewidmet sind. Sein Engagement erstreckt sich auf so unterschiedliche Bereiche wie Management-Training, Ganzheitsmedizin, klassische Musik und Philosophie.

## Werke (Auswahl)
- Formulae and Results in Weak Interactions (1974, Neubearbeitung 1983)
- Das Ende des naturwissenschaftlichen Zeitalters (1980, Neubearbeitung 1995)
- Weak Interactions: Formulae, Results and Derivations (1983, überarbeitete Neuauflage von 1974)
- Die Welt die wir uns schaffen – eine Vision (1984)
- Electroweak Interactions – Experimental Results and Theoretical Foundation (mit D. Haidt) (Berlin, 1988)
- Die Wahrheit liegt nicht in der Mitte (1990)
- Die Spitze des Eisbergs (1994)
- Gespräche über den Konstruktiven Realismus (mit F. Wallner) (1995)
- Phänomenologie der Naturwissenschaft (Berlin, 1996, Neubearbeitung 2007)
- Aufbruch in Neue Wirklichkeiten (1997)
- Gott wollte Menschen (1999)
- Erwin Schrödinger und die Zukunft der Naturwissenschaften (Wien, 1999)
- Eris & Eirene – Eine Anleitung zum Umgang mit Widersprüchen und Konflikten (Wien, 2002)
- Quantenmechanik verstehen – Einführung in den Welle-Teilchen-Dualismus für Lehrer und Studierende (Berlin 2003)
- Vom Spaß zur Freude – Die Herausforderung des 21. Jahrhunderts (Wien, 2005)
- Der Mensch, die Wissenschaft und die Sehnsucht (Freiburg, 2005)
- Phänomenologie der Naturwissenschaft (überarbeitete Neuauflage, Wien, 2007)
- Geschichten zur Teilchenphysik (Wien, 2007)
- Die Atomisierung der Gesellschaft (Wien, 2009)